# アンジェリーナ・ヴァレンタイン
アンジェリーナ・ヴァレンタイン（Angelina Valentine, 1986年9月19日 - ）は、アメリカ合衆国のポルノ女優。ケンタッキー州レキシントン出身。

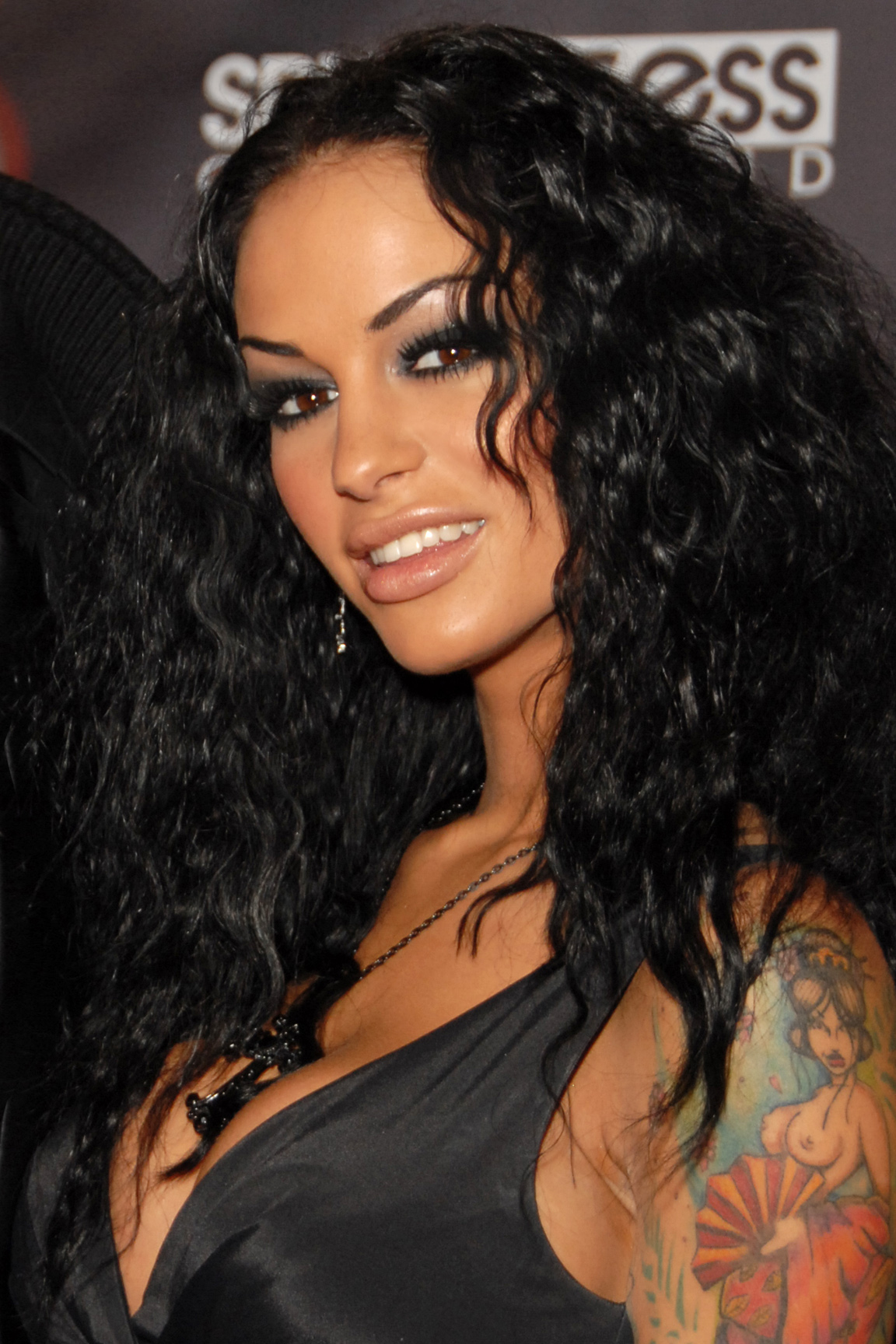
アンジェリーナ・ヴァレンタイン

## 経歴
2009年AVN最優秀新人賞にノミネートされた。